# پاوستوس بوزاند
پاوستوس بوزاند یا پاوستوس بیوزاند (به ارمنی: Փավստոս Բուզանդ -P’avstos Buzand) که با نام فوستوس بیزانسی نیز شناخته می‌شود، تاریخ‌نگار سدهٔ پنجم میلادی اهل ارمنستان بود. وی نویسندهٔ کتاب تاریخ ارمنیان است که از زمرهٔ منابع تاریخی با ارزشی است که مطالب فراوانی دربارهٔ رویدادهای سدهٔ چهارم ارمنستان دارد. نام خانوادگی وی بوزاند بود که هم معنای «بیزانسی» دارد و هم چنانچه آناهیت پریخانیان پیشنهاد داده‌است، به معنای «حماسه‌سرا» بوده‌است.

## تاریخ ارمنیان

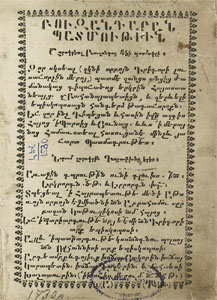
جلد نسخه «تاریخ» اثر فاوستوس بوزند، 1730، قسطنطنیه.

پاوستوس به عنوان یکی از شخصیت‌هایی است که از همراهان اسقف نرسس یکم بود و این مطلب در حد فاصل کتاب سوم تا ششم تاریخ ارمنیان آمده‌است و سال‌های ۳۴۰ تا ۳۸۷ تاریخ تقسیم ارمنستان نیز در همین قسمت ذکر شده‌است. نوشته‌های پاوستوس از کتاب سوم آغاز می‌شود و کتاب‌های یکم و دوم این مجموعه به نظر می‌رسد که کتاب‌های قبل‌تر نظیر کتاب لروبنا در بخش رسالت تادئوس و آگاتانگغوس را دربر می‌گرفته‌است که نویسنده دو بخش نخست کارش را زائد دیده و برای جلوگیری از تکرار، آن‌ها را حذف کرده‌است. محتوای تاریخ ارمنیان بوزند رویدادهای دوران شش پادشاه ارمنستان یعنی خسرو دوم (۳۳۸–۳۳۰)، تیران (۳۵۰–۳۳۸)، آرشاک دوم (۳۶۷–۳۵۰)، پاپ (۳۷۴–۳۶۸)، ورازدات (۳۷۸–۳۷۴) و آرشاک سوم (۳۸۹–۳۷۸) است. تقریباً بیشتر رویدادهای این کتاب معاصر با روزگار شاهنشاهی شاپور دوم ساسانی است. هر چند پاوتوس به اشتباه، وقایع زمان نرسی شاه ساسانی را برای شاپور دوم در نظر می‌گیرد، اما این کتاب برای آگاهی در مورد پادشاهی شاپور دوم ساسانی بسیار مفید است.
از بخش‌های مهم و اساسی تاریخ ارمنیان پاوستوس، درگیری ایران و روم بر سر ارمنستان است. این تنظیم احتمالاً متعلق به قرن پنجم است. بعضی از شباهت‌ها بین اثر پروکوپیوس و پاوستوس ممکن است گونهٔ ترجمه شدهٔ یونانی از روایات ارمنی باشد که قبل از شروع نگارش ارمنی به سال ۴۳۰ وارد ادبیات یونانی شده‌است. در کتاب‌های یکم و دوم، پاوستوس مجموعهٔ اطلاعاتی راجع به درگیری بین اشکانیان ارمنستان و ایرانیان ارائه می‌دهد و در کتاب پنجم و ششم راجع به تشکیلات کلیسایی اطلاعات بسیار خوبی نگاشته شده‌است. خط سیر زمانی در این اثر به نحوی نیست که بتوان وقایع تاریخی آن را بر اساس زمان وقوع در یک محور زمانی کوتاه قرار داد. در واقع در آن تاریخ جنوب ایالت تارون و تاریخ شمال مشاهده می‌شود و در عین حال هر منطقه برای خود اسقف خاص و شاهزادگان ویژه و قدیسان منحصر به فرد داشته‌است. در میان روایات ایرانی این اثر، یکی از آن‌ها نقل می‌کند که شاهنشاه شاپور دوم به خورشید و آب و آتش سوگند خورد که ارمنیان سومین درجه در ارتش قدرتمند او را تشکیل می‌دهند و در ادامه می‌افزاید که پیش از تقسیم ارمنستان شاه آرشاک می‌بایست برای بیعت با شاه بزرگ ایران چند نوع سوگند وفاداری یاد کند.
الگوی اساسی که کتاب پاوستوس به آن تعلق دارد این است: در جریان جنگ آخرالزمانی، یک مبارز خوب و قهرمان به پادشاهی ضعیف یا بد خدمت می‌کند.